# Равништарка
Равништарка је речна пећина и налази се у атару села Равниште, око 12  од Кучева. Мада је улазни део посетио Јован Цвијић, још 1894. године, кроз целу пећину су први пут прошли сеоски младићи 1980. године.
Спада у ред већих пећина на тлу Србије. Главни канал дуг је 502 , а укупна дужина пећинских канала је 589 . Налази се на надморској висини од 406 . Просечна температура у пећини је 8Шаблон:Celsius. Кроз пећину протиче поток Понорац, који извире два километра узводно у Бисиној пећини. Има само једну дворану, Црни дворац, дугу 43 , широку 20  и висине 12 . У пећини се посебно издвајају  Шарац краљевића Марка, Главоње и Лепа Равништарка, која је уједно и амблем пећине.
За туристичке посете је потпуно уређена 2007. године.

## Галерија
- Улаз у пећину
- Унутрашњост пећине
- Унутрашњост пећине
- Унутрашњост пећине
- Унутрашњост пећине
- Унутрашњост пећине
- Унутрашњост пећине
- Унутрашњост пећине
- Унутрашњост пећине
- Унутрашњост пећине
- Унутрашњост пећине
- Унутрашњост пећине
- Унутрашњост пећине
- Пећински накит - коњ
- Пећински накит - кључаоница
- Једна од дворана пећине Равништарке